# Lê Văn Nghiêm
Lê Văn Nghiêm (1912 – 1988) nguyên là một cựu tướng lĩnh Bộ binh của Quân lực Việt Nam Cộng hòa. Ông xuất thân từ trường Sĩ quan của Quân đội thuộc địa Pháp mở ra ở Đông Dương. Ông đã từng tham gia Đệ Nhị Thế chiến trong đội quân của Pháp, tại những chiến trường ở Châu Âu. Sau này khi chuyển sang phục vụ Quốc gia Việt Nam và Việt Nam Cộng hòa, ông từng đảm nhiệm chức vụ Chỉ huy cấp Quân khu và Quân đoàn. Là một trong số ít sĩ quan được thăng cấp tướng ở thời kỳ Đệ Nhất Cộng hòa (Thiếu tướng năm 1955). Ông cũng là tướng lãnh duy nhất của Việt Nam Cộng hòa từng làm Tư lệnh của 3 Đại đơn vị tinh nhuệ của Quân lực Việt Nam Cộng hòa là Sư đoàn 1 Bộ binh, Lực lượng Đặc biệt và Binh chủng Nhảy dù.

## Tiểu sử và Binh nghiệp
Ông sinh năm 1912 tại làng Phú Xuân, Hương Trà, Thừa Thiên, miền Trung Việt Nam trong một gia đình Nho học. Thiếu thời, ông học Tiểu và Trung học ở Huế. Năm 1930, ông tốt nghiệp Trung học Đệ Nhất cấp chương trình Pháp với văn bằng Thành Chung. Được bổ dụng làm công chức ngoại ngạch tại Huế cho đến ngày gia nhập quân đội.

### Phục vụ Quân đội Pháp
Năm 1935, ông nhập ngũ vào Quân đội viễn chinh Pháp vùng Viễn Đông, theo học khóa Hạ sĩ quan tại Trường Hạ sĩ quan An cựu, Huế. Ra trường với cấp bậc Trung sĩ phục vụ trong một đơn vị Bộ binh. Một năm sau, ông được cho theo học khóa sĩ quan đặc biệt tại trường Võ bị Lục quân Pháp, tốt nghiệp với cấp bậc Chuẩn úy. Ra trường làm Trung đội trưởng Trung đội An ninh tại Tòa Khâm Sứ Pháp ở Huế.
Năm 1939, ông tình nguyện sang Pháp, chiến đấu cho Quân đội Pháp trong Đệ Nhị Thế chiến. Cuối năm, ông được đặc cách thăng cấp Thiếu úy tại mặt trận. Năm 1940, ông bị phát xít Đức bắt làm tù binh. Năm 1945, sau khi chấm dứt chiến tranh, ông được Pháp giải thoát và cũng nhờ các công lao chiến đấu cho nước Pháp trong chiến tranh nên ông được Chính phủ Pháp ân thưởng một số Huân chương cao quý.

### Quân đội Liên hiệp Pháp
Năm 1947, vào thời điểm Việt Nam được thành lập Quốc gia trong Liên hiệp Pháp. Trở lại quê hương, ông được thăng cấp Trung úy, chuyển sang phục vụ trong Quân đội Liên hiệp Pháp với chức vụ Trưởng ban 2 Tiểu đoàn 2 thuộc Liên đoàn Lưu động số 21 Bộ binh Pháp. Đến năm 1950, ông được thăng cấp Đại úy chuyển về Đệ Nhị Quân khu giữ chức vụ Trưởng phòng 2. Cũng trong năm này, Quân đội Quốc gia Việt Nam được thành lập.

### Quân đội Quốc gia Việt Nam
Đầu năm 1952, Quân đội Quốc gia Việt Nam chính thức thành lập Bộ Tổng Tham mưu, chuyển ngạch sang phục vụ Quân đội Quốc gia, ông được cử làm Tiểu đoàn trưởng Tiểu đoàn 30 Việt Nam tân lập tại Đông Hà Quảng Trị. Giữa năm, ông được thăng cấp Thiếu tá tại nhiệm. Tháng 9 năm 1953, ông được thăng cấp Trung tá và được bổ nhiệm làm Chỉ huy trưởng Liên đoàn Lưu động số 21 tân lập tại Trung Việt.

### Quân đội Việt Nam Cộng hòa
Đầu năm 1955 tại Huế, Liên đoàn Lưu động số 21 được nâng cấp thành Sư đoàn 21 Dã chiến. ông được thăng cấp Đại tá trở thành Tư lệnh đầu tiên của Sư đoàn. Ngay sau đó, đơn vị ông được lệnh của Bộ Tư lệnh Đệ Nhị Quân khu, tấn công căn cứ Ba Lòng, bị tình nghi là của Đại Việt Quốc dân Đảng muốn chống đối chính quyền. Đến giữa năm, ông được cử kiêm nhiệm chức vụ Tư lệnh Đệ Nhị Quân khu thay thế Đại tá Nguyễn Quang Hoành. Ngày 6 tháng 11 cùng năm, ông được thăng cấp Thiếu tướng.
Tháng 1 năm 1956, ông bàn giao chức vụ Tư lệnh Sư đoàn Dã chiến số 1 lại cho Đại tá Nguyễn Khánh. Đến tháng 9 cùng năm, Chính phủ Việt Nam Cộng hòa, được sự ủng hộ của Hoa Kỳ, đã quyết định chuyển Quân đội Việt Nam Cộng hòa, đang là một lực lượng Bảo an & Dân vệ hoạt động theo chiến lược của Edward G. Lansdale, thành một lực lượng chiến đấu theo mô hình của chiến tranh quy ước để có thể giao tranh trên những chiến trường diện địa với quy mô lớn. Ông được giao trọng trách huấn luyện quân đội theo mô hình mới này và được bổ nhiệm làm Chỉ huy trưởng Liên Trường Võ khoa Thủ Đức thay thế Đại tá Phạm Văn Cảm, sau khi bàn giao chức vụ Tư lệnh Đệ Nhị Quân khu lại cho Thiếu tướng Thái Quang Hoàng. Đầu tháng 5 năm 1960, bàn giao Liên trường Võ khoa lại cho Đại tá Nguyễn Văn Chuân, ông được bổ nhiệm làm Tư lệnh Quân đoàn III và Vùng 3 Chiến thuật thay thế Trung tướng Nguyễn Ngọc Lễ. Đến ngày 7 tháng 12 năm 1962, bàn giao Quân đoàn III lại cho Thiếu tướng Tôn Thất Đính, chuyển ra miền Trung giữ chức vụ Tư lệnh Quân đoàn I thay thế Trung tướng Trần Văn Đôn về Trung ương làm Tư lệnh Lục quân.
Ngày 27 tháng 7 năm 1963, ngoài chức vụ Tư lệnh Quân đoàn I, ông còn được bổ nhiệm thêm chức vụ Tham mưu trưởng liên quân, thay thế Thiếu tướng Trần Thiện Khiêm được chỉ định làm Xử lý thường vụ Tổng tham mưu trưởng, trong khoảng thời gian mà Đại tướng Lê Văn Tỵ sang Hoa Kỳ chữa bệnh. 

### Biến cố Phật giáo và Đảo chính 1963
Trong Sự kiện lễ Phật đản năm 1963, vì không chấp nhận dùng quân đội để đàn áp những cuộc biểu tình bất bạo động của Phật tử miền Trung, vào ngày 20 tháng 8 năm 1963, một ngày trước khi chính phủ ban hành lệnh thiết quân luật trên toàn quốc, ông đã xin từ nhiệm cùng lúc 2 chức vụ Tham mưu trưởng liên quân và Tư lệnh Quân đoàn I, và đã bàn giao lại chức vụ Tham mưu trưởng liên quân cho Thiếu tướng Trần Thiện Khiêm, sau khi Trung tướng Trần Văn Đôn được bổ nhiệm làm quyền Tổng tham mưu trưởng. Đồng thời ông cũng trở lại Quân đoàn I để bàn giao chức vụ Tư lệnh cho Thiếu tướng Đỗ Cao Trí.. 
Vào ngày 16 tháng 9 năm 1963, ông chính thức được triệu hồi về Sài Gòn đặt dưới quyền sử dụng của Bộ Tổng tham mưu sau khi đã hoàn thành việc bàn giao Quân đoàn I. Quan chức cao cấp nhất của Chính phủ tại miền Trung lúc bấy giờ là Hồ Đắc Khương, Đại biểu Chính phủ ở Trung nguyên Trung phần, cũng được triệu hồi.
Ông cùng các tướng Dương Văn Minh, Lê Văn Kim, Phạm Xuân Chiểu, Trần Văn Minh được cho là có ít nhiều dính líu đến một dự định đảo chính từ tháng 10 năm 1963..
Sau khi Cuộc đảo chính ngày 1 tháng 11 năm 1963 thành công, ông có tên trong danh sách Hội đồng Quân nhân Cách mạng. Ngày 2 tháng 11, ông được thăng cấp Trung tướng. Sau đó, ông được đề cử giữ chức vụ Tư lệnh Lực lượng Đặc biệt thay thế Đại tá Lê Quang Tung, kiêm Tư lệnh Lữ đoàn Nhảy dù thay Đại tá Cao Văn Viên (bị cách chức tạm thời). Sau một tuần lễ kiêm nhiệm, ông bàn giao Lữ đoàn Nhảy dù lại cho Đại tá Cao Văn Viên.
Ngày 30 tháng 1 năm 1964, tướng Nguyễn Khánh thực hiện cuộc Chỉnh lý nội bộ, bắt giam các tướng Đôn-Đính-Kim-Xuân (và tướng Nguyễn Văn Vỹ mới từ Pháp về), với lý do tình nghi "trung lập".
Ngay sau Chỉnh lý, ông được tướng Khánh bổ nhiệm vào chức vụ Chỉ huy trưởng trường chỉ huy & Tham mưu thay thế Trung tướng Thái Quang Hoàng sau khi bàn giao chức vụ Tư lệnh Lực lượng Đặc biệt lại cho Đại tá Phan Đình Thứ.
Vì lý do đã không ủng hộ lập trường "trung lập", chủ trương bởi các tướng Trần Văn Đôn, Lê Văn Kim, Nguyễn Văn Vỹ và Dương Văn Đức ngay từ đầu, nên ông có mặt trong thành phần hội đồng tướng lãnh xét xử khuynh hướng trung lập của các tướng Đôn-Đính-Kim-Xuân sáng ngày 29 tháng 5 năm 1964. Tháng 11 cùng năm, bàn giao trường Chỉ huy & Tham mưu lại cho Thiếu tướng Tôn Thất Xứng chuyển sang Bộ Quốc phòng, ông được bổ nhiệm làm Giám đốc Nha Động viên thay thế Đại tá Trần Văn Hổ. Nhưng vào tháng 4 năm 1965, nhóm tướng trẻ, do các tướng Thiệu-Kỳ-Thi-Có lãnh đạo, áp lực Quốc trưởng Phan Khắc Sửu và đề nghị cho về hưu tất cả quân nhân cao cấp có hơn 20 năm quân vụ, tính luôn thời gian trong quân đội Pháp . Ngày 1 tháng 5, ông được giải ngũ ở tuổi 53 sau khi bàn giao Nha Động viên lại cho Thiếu tá Trần Văn Vân.

### Trở về đời sống dân sự
Vào tháng 7 năm 1967, ông cùng một số cựu tướng lãnh như Trần Văn Đôn, Thái Quang Hoàng, Nguyễn Văn Chuân, Trần Tử Oai, Mai Hữu Xuân, Tôn Thất Đính, thành lập một tổ chức ái hữu của các cựu tướng lãnh do tướng Trần Văn Đôn làm Chủ tịch, ông giữ chức vụ Tổng thư ký. Sau khi nền Đệ Nhị Cộng hòa thành lập,  tổ chức ái hữu này chính thức trở thành một đảng phái chính trị có tên gọi là Hiệp Hội Chiến Sĩ Tự Do. Những sáng lập viên ban đầu, trở thành thành viên của Ban điều hành thường vụ. 
Dù đang có một số lượng lớn cựu quân nhân tham gia, hiệp hội này vẫn có chính sách tuyển dụng nhân sự trong thành phần những người lao động. Dự định của họ là mở rộng hoạt động chính trị, không những ở thủ đô hoặc ở những thành thị lớn, mà tới tận các vùng nông thôn, nếu điều kiện an ninh cho phép, nhằm mục tiêu là nâng cao nhận thức của người nông dân trong công cuộc chống lại cả cường quyền, tham nhũng và chủ nghĩa Cộng sản, đem họ về với chính nghĩa Quốc gia, và xây dựng một nông thôn vững chắc. 
Với vai trò Tổng thư ký, ông đã có những đóng góp quan trọng trong các cuộc vận động tranh cử của các tướng Trần Văn Đôn và Tôn Thất Đính vào Thượng nghị viện, cũng như lực lượng thứ 3 do tướng Dương Văn Minh lãnh đạo sau này.

## Sau năm 1975
Sau ngày 30 tháng 4, ông ở lại Việt Nam. Do mang bệnh tim rất nặng và đã giải ngũ quá lâu, không còn ảnh hưởng trong quân đội, nên ông là một trong số ít tướng lãnh không phải đi cải tạo. Ngày 27 tháng 1 năm 1988, ông từ trần tại Thành phố Hồ Chí Minh. Hưởng thọ 76 tuổi.

## Huy chương
Được tặng thưởng một số Huy chương Quân sự, Dân sự Việt Nam và Đồng minh.

## Gia đình
- Thân phụ: Cụ Lê Văn Oai
- Thân mẫu: Cụ Trần Thị Cháu.
- Người vợ đầu của tướng Nghiêm là bà Trần Thị Thuận, sau khi sinh hạ được 2 người con trai thì qua đời. Ông tục huyền với bà Trần Thị Kim Anh, sinh hạ được 8 người con nữa gồm 5 trai, 3 gái.
- Các con: Lê Văn Trang[22],Lê Văn Châu[23], Lê Văn Anh Dũng, Lê Thị Thu thủy, Lê Thị Thu Hà, Lê Văn Hồng Đức, Lê Văn Anh Các, Lê Thị Thu Vân, Lê văn Anh Kiệt, Lê văn Anh Minh